# Nirgends dichte Menge
Nirgends dichte Mengen sind in der mengentheoretischen Topologie spezielle Mengen, die eng mit den dichten Mengen verwandt sind, aber nicht (wie der Name suggeriert) ihr Gegenteil bilden. Sie bilden beispielsweise die Grundlage für die Formulierung des Kategoriensatz von Baire, auf dem viele weitreichende Aussagen der Funktionalanalysis aufbauen.

## Definition
Gegeben sei ein topologischer Raum {\displaystyle (X,\tau )}. Dann heißt eine Menge {\displaystyle A\subset X} nirgends dicht in {\displaystyle X}, wenn das Innere des Abschlusses von {\displaystyle A} leer ist, also
{\displaystyle \operatorname {Int} ({\overline {A}})=\emptyset }.
gilt.

## Bemerkung
Die Reihenfolge des Abschlusses und des Inneren sind nicht vertauschbar, da im Allgemeinen
{\displaystyle \operatorname {Int} ({\overline {A}})\neq {\overline {\operatorname {Int} (A)}}}
ist. So ist beispielsweise auf den reellen Zahlen, versehen mit der Standardtopologie
{\displaystyle {\overline {\mathbb {Q} }}=\mathbb {R} } und somit {\displaystyle \operatorname {Int} ({\overline {\mathbb {Q} }})=\mathbb {R} },
aber bei Umkehrung der Operationen folgt
{\displaystyle \operatorname {Int} (\mathbb {Q} )=\emptyset } und somit {\displaystyle {\overline {\operatorname {Int} (\mathbb {Q} )}}=\emptyset }.

## Beziehung zu dichten Mengen
Dichte Mengen und nirgends dichte Mengen sind zwar verwandt, bilden aber kein Gegensatzpaar. So sind (überall) dichte Mengen nicht die Komplemente von nirgends dichten Mengen oder diejenigen Mengen, die nicht nirgends dicht sind. Genauer ist eine Menge genau dann nirgends dicht, wenn sie in keiner nichtleeren offenen Menge dicht ist (das heißt, in der entsprechenden Unterraumtopologie dicht ist). So ist zwar jede dichte Menge nie nirgends dicht, da aus {\displaystyle {\overline {A}}=X} und der Tatsache, dass die Grundmenge des Raums stets offen ist, immer folgt, dass {\displaystyle \operatorname {Int} (X)=X} und damit {\displaystyle \operatorname {Int} ({\overline {A}})=X\neq \emptyset } ist. Allerdings gibt es aber beispielsweise auf {\displaystyle \mathbb {R} }, versehen mit der Standardtopologie, sowohl Mengen, die nicht dicht und nirgends dicht sind (beispielsweise die Menge der ganzen Zahlen {\displaystyle \mathbb {Z} }), als auch Mengen, die nicht dicht und nicht nirgends dicht sind wie das Intervall {\displaystyle [0,42]}.

## Weiterführende Begriffe und Verwendung
Mengen, die eine abzählbare Vereinigung nirgends dichter Mengen sind, werden magere Mengen oder Mengen erster Kategorie genannt. Eine Menge, die nicht mager ist, heißt Menge zweiter Kategorie oder fett. Des Weiteren heißt das Komplement einer mageren Menge komager.
Auf diesen Begriffen, die auf den nirgends dichten Mengen basieren, baut der Satz von Baire auf. Dieser liefert eine abstrakte Existenzaussage und bildet das Fundament für viele weitreichende Sätze der Funktionalanalysis.